# Vélizy-Villacoublay
Vélizy-Villacoublay – miejscowość i gmina we Francji, w regionie Île-de-France, w departamencie Yvelines.
Według danych na rok 1990 gminę zamieszkiwało 20 725 osób, a gęstość zaludnienia wynosiła 2321 osób/km² (wśród 1287 gmin regionu Île-de-France Vélizy-Villacoublay plasuje się na 139. miejscu pod względem liczby ludności, natomiast pod względem powierzchni na miejscu 429.).

## Miasta partnerskie
- Dietzenbach, Niemcy
- Harlow, Wielka Brytania